# Średnia Stolarskiego
Średnia Stolarskiego – średnia, której szczególnymi przypadkami jest wiele klasycznych średnich, zdefiniowana dla ustalonego parametru p oraz dodatnich argumentów wzorem
{\displaystyle S_{p}(x,y)={\begin{cases}x&{\text{jeśli }}x=y\\\left({\frac {x^{p}-y^{p}}{p(x-y)}}\right)^{\frac {1}{p-1}}&{\text{wpp.}}\end{cases}}.}
Gdzie parametr {\displaystyle p\in \mathbb {R} /\{0,1\}.}
Można pokazać, że tak zdefiniowana funkcja jest średnią jej argumentów stosując twierdzenia Lagrange’a dla liczb x i y oraz funkcji {\displaystyle f(x)=x^{p}.}

## Szczególne przypadki
- {\displaystyle \lim _{p\to -\infty }S_{p}(x,y)} jest minimum.
- {\displaystyle S_{-1}(x,y)} jest średnią geometryczną.
- {\displaystyle \lim _{p\to 0}S_{p}(x,y)} jest średnią logarytmiczną.
- {\displaystyle S_{\frac {1}{2}}(x,y)} jest średnią potęgową dla wykładnika ½.
- {\displaystyle S_{2}(x,y)} jest średnią arytmetyczną.
- {\displaystyle \lim _{p\to \infty }S_{p}(x,y)} jest maksimum.